# Ajnur Aszymowa
Ajnur Bakytżanowna Aszymowa (oryg. Айнур Бакытжановна Ашимова; ur. 18 kwietnia 2002) – kazachska zapaśniczka walcząca w stylu wolnym. Zajęła 24. miejsce na mistrzostwach świata w 2023.
Srebrna medalistka MŚ wojskowych w 2023 roku.